# Rolf Stahlhofen
Rolf Stahlhofen (Nabburg, 24 april 1968) is een Duitse singer-songwriter en muzikant, die bekend werd als lid van de Söhne Mannheims.

## Carrière
Opgegroeid in Saoedi-Arabië, Nigeria, Algerije en het Verenigd Koninkrijk kwam hij als tiener weer naar Duitsland en woonde hij in Landau in der Pfalz in een weeshuis voor problematische jeugdigen. Op 18-jarige leeftijd begon hij te werken als tourneebegeleider, teamleider en roadie voor internationale muziekbands, waaronder Axxis, Ice-T, Chaka Khan, Gary Moore, Public Enemy, The Rolling Stones, Madonna, Prince, Michael Jackson, Guns N' Roses e.a.
Zijn eerste bands waren Der mit dem Rolf tanzt en The Wright Thing van Jason Wright. Bekend werd hij aan de zijde van Xavier Naidoo als frontman van de Söhne Mannheims, die hij in 2003 uit eigen beweging verliet.
Al tijdens het Söhne-album Zion trad Stahlhofen solo op en bracht hij in juli 2003 zijn eerste soloalbum Zeit was zu ändern op de markt, dat zich in Duitsland en Zwitserland in de hitlijst plaatste. Ook de single Große Mädchen weinen nicht steeg in de singlehitlijst in Duitsland en Zwitserland (top 10). 
Als bijzondere gast trad Stahlhofen onder andere op bij concerten van Joe Cocker, Simple Minds, Katie Melua, Simply Red, Eros Ramazzotti, Die Fantastischen Vier, Udo Lindenberg en Axxis.
Met Peter Maffays musical Tabaluga trad hij in bijna 100 shows op in de rol van de koekoek, laatst nog in 2012. Stahlhofens stem is bij talrijke projecten van muziekcollega's te horen, zoals bij Zeichen der Zeit van Xavier Naidoo, Yvonne Catterfeld, Music Team Germany ft. Fury in the Slaughterhouse, Wolfgang Niedecken, Laith Al-Deen, Jazzkantine, Marlon und Freunde met Nena, Joachim Witt, Udo Lindenberg en Peter Maffay.
Zijn cd Besser jetzt als nie verscheen in Duitsland in oktober 2009. De songs ontstonden in samenwerking met de Zweedse funkmuzikant en succesproducent Paulo Mendonça en de gitarist Joerg Dudys. Stahlhofen bracht de cd in eigenregie op de markt en nam zich voor het ontstaan meer dan vijf jaar de tijd. 
Met de SWR-bigband, Dirk Zöllner en Regy Clasen nam hij de cd Big Soul op. Live werkte hij met zijn band vaak met zijn vriend Max Mutzke. In 2014 stapte hij samen met Xavier Naidoo weer in bij de Söhne Mannheims. In 2015 vierde de band hun 20-jarig jubileum.

## Verdere activiteiten
Stahlhofen zet zich vrijwillig in voor de projecten Schule ohne Rassismus en Laut gegen Nazis. Hij richtte de hulpvereniging Menschen am Fluss op, bouwt zonwatervoorzieningen in Eritrea en steunt naast waterprojecten ziekenhuizen in Sri Lanka. Samen met muzikanten als Sebastian Krumbiegel van Die Prinzen, D-Flame en anderen speelde hij meerdere keren op het festival Leipzig zeigt Courage. In Mannheim organiseert hij het Menschen am Fluss-festival, dat Duitslands grootste benefietconcert aangaande de overstromingen van de Oder werd.
Eind 2007 werd Rolf Stahlhofen de eerste Europese Messenger of Truth van de UN-Habitat. In het kader van deze bezigheid reisde hij in november 2008 naar het World Urban Forum naar Nanjing in China en hield voordrachten over het thema verstedelijking, cultuur en jeugd. In 2011 richtte hij de stichting Water is Right op, die zich inzet voor het mensenrecht water.
In 2010 bevond Stahlhofen zich in Kenia en nam een watersong op voor de UN-Habitat-campagne Water is Life met Afrikaanse artiesten, die op 22 maart 2011 in Kaapstad naar aanleiding van de Wereldwaterdag nieuw werd opgevoerd.

## Discografie

### Singles
- 1999: Wir haben Euch noch nicht getan (met Söhne Mannheims)
- 2000: Geh davon aus (met Söhne Mannheims)
- 2000: Gib mir Musik (met Sasha, Xavier Naidoo en Edo Zanki)
- 2003: Große Mädchen weinen nicht
- 2003: Happy
- 2003: Du bist nicht allein (met Zeichen der Zeit)
- 2004: Ein weiterer Morgen (met Zeichen der Zeit)
- 2006: Won’t Forget These Days (met Team Germany (Fury in the Slaughterhouse, Wolfgang Niedecken, Laith Al Deen e.a.))
- 2007: Meine Welt (met Xavier Naidoo en Joy Fleming)
- 2009: Besser jetzt als nie
- 2010: Liebe fehlt
- 2017: Wie Lange (met Xavier Naidoo)

### Albums
- 2000: Zion (met Söhne Mannheims)
- 2003: Zeit Was zu Ändern
- 2004: Live im SR Saarländischer Rundfunk
- 2005: Power of the Sound (met Söhne Mannheims)
- 2009: Besser Jetzt als Nie
- 2010: Big Soul (met Regy Clasen, Dirk Zöllner en de SWR-Big Band)
- 2015: Evoluzion (met Söhne Mannheims)
- 2017: MannHeim (met Söhne Mannheims)

- Gemeinsame Normdatei: 135323584
- International Standard Name Identifier: 0000 0000 1958 3235
- MusicBrainz: 7fdfcf55-cbfd-4413-ae8a-0c323e75e3ce
- Virtual International Authority File: 57831627
- WorldCat: E39PBJyrTbYBpYVcXBCBQ9QH4q